# 白鷗大学
白鴎大学（はくおうだいがく、英語: Hakuoh University）は、栃木県小山市駅東通り2丁目2番2号に本部を置く日本の私立大学。1915年創立、1986年大学設置。大学の略称は白大（はくだい）。

## 概説

### 大学全体
白鴎大学は、1915年に上岡長四郎が創立し、地方での女子教育の先駆的役割を果たした足利裁縫女学校および、1974年設立の白鷗女子短期大学を前身として、1986年に開学した私立大学である。
本キャンパス・大行寺キャンパス・白鴎球場・白鴎大学ラグビー場が、栃木県小山市に所在する。
東洋経済｢日本の本当に強い大学トップ100｣2010年第33位
東洋経済｢日本の本当に強い大学トップ100｣2009年第46位
東洋経済｢日本の本当に強い大学トップ100｣2006年第96位

### 理念・目的

#### 建学理念『PLUS ULTRA（さらに向こうへ）〜』
白鴎大学の創設者で初代学長の上岡一嘉が第1回卒業式で贈った言葉。 
「高く広い視野に立って、たった一度の人生に情熱的にチャレンジして欲しい」というメッセージを象徴するものとして、建学の理念を表すスローガンとなっている。
チャレンジングスピリット、パイオニアスピリットを持って、自らの人生を切り拓いてほしいという大学の思いがある。
白鴎大学の建学理念は、次の4項目により表現されている。
1．永久に新しい、また永久に若き情熱の学府として、二十一世紀の社会の発展と地域の産業、経済、文化等の活性化に貢献する。
2．激変する国際社会において、現状を的確に見定めるとともに、長期的で広い視野に立って将来を展望し、考え、行動できる人材を養成する。
3．本格的な高度情報化、国際化社会を迎え、二十一世紀の日本を担う中核として活躍できる人材を育成する。
4．進んで異文化を積極的に研究すると同時に、最新の情報を的確に入手し、それらを活用できる体制を作り上げる。

## 沿革

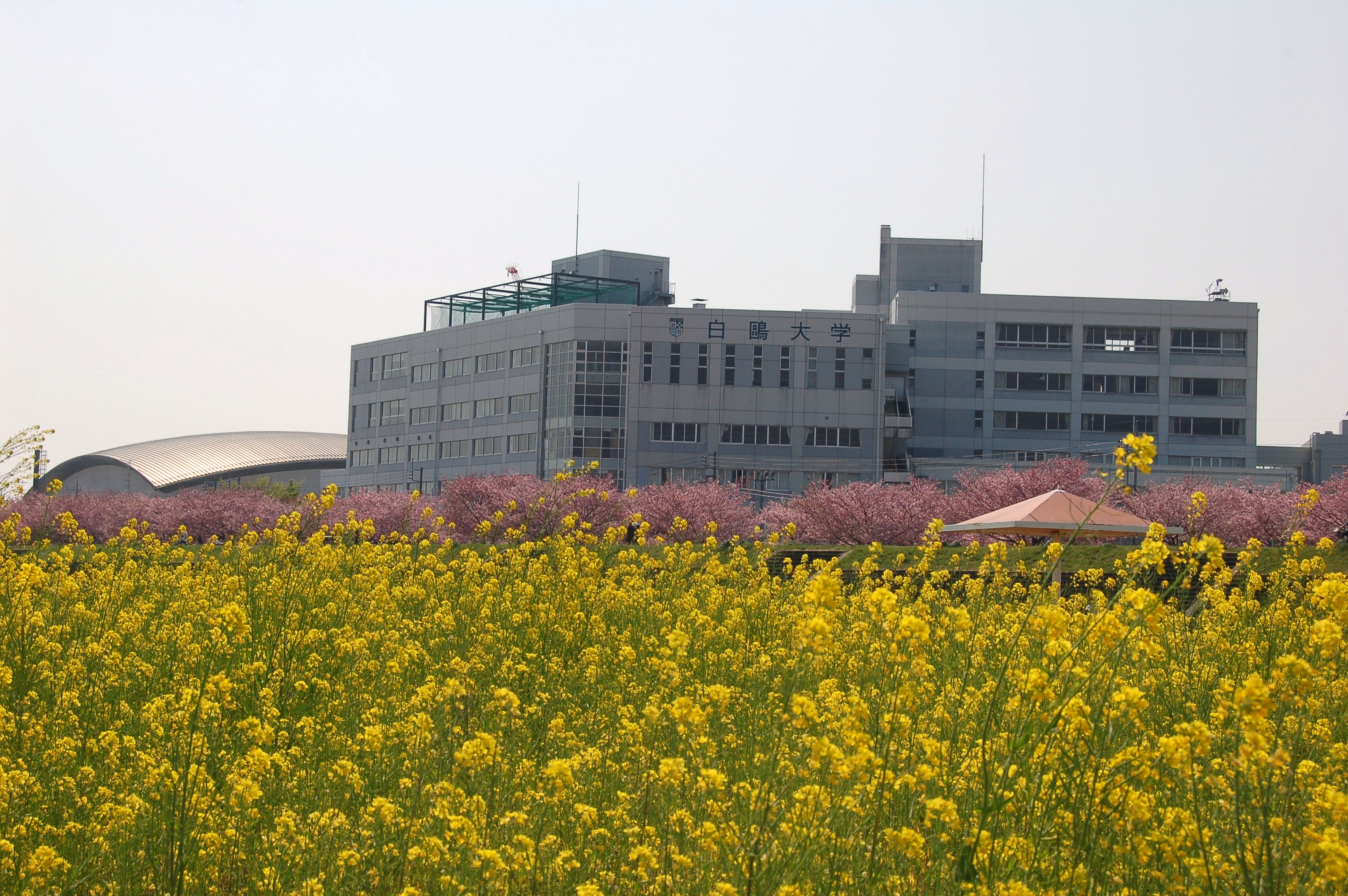
思川河畔から見た大行寺キャンパス（2009年）

### 年表
- 1915年 - 上岡長四郎が栃木県足利市に足利裁縫女学校創立。
- 1927年 - 財団法人足利高等家政女学校となる。
- 1951年 - 学校法人足利学園創立。
- 1952年 - 足利学園高等学校（女子普・商・家）創設。
- 1960年 - 男子普通科を設置。
- 1961年 - 英才教育を目標とした足利学園中学校を創設。
- 1962年 - 工業化学科を設置。
- 1965年 - 自動車科を設置。
- 1968年 - 普通部・商業部・工業部3部とも全面的共学となる。
- 1971年 - 建築科を設置。
- 1974年 - 栃木県小山市に白鷗女子短期大学（英語科・幼児教育科）を創設。
- 1976年 - 第二部幼児教育科を設置。
- 1980年 - 経営科を設置。
- 1982年 - 経営科及び幼児教育科に専攻科を設置。
- 1986年 - 白鷗大学を創設。経営学部を設置。
- 1992年 - 法学部を設置。
- 1996年 - 白鷗女子短期大学を白鷗大学女子短期大学部に名称変更。
- 1999年 - 大学院（経営学研究科・法学研究科）を設置。
- 2004年 - 経営学部にビジネスコミュニケーション学科を設置、発達科学部を設置、法科大学院を設置、小山駅東口に東キャンパス開設。
- 2006年 - 女子短大部廃止
- 2007年 - 発達科学部を教育学部に改組し英語教育専攻・心理学専攻を設置、経営学部を改組。
- 2012年 - 経営学部ビジネスコミュニケーション学科（ビジネスコミュニケーション専攻）廃止、経営学科に統合される。
- 2014年 - 法科大学院募集停止。
- 2018年 - 旧東キャンパスを本キャンパス、旧本キャンパスを大行寺キャンパスに名称変更。

## 基礎データ

### 所在地
- 本キャンパス（栃木県小山市駅東通り2丁目2-2）
- 大行寺キャンパス（栃木県小山市大行寺1117）

### 象徴
- 校章は、緑のチェッカーが五大陸、青のストライプが三大洋をイメージしており、広く世界を見つめるという姿勢を表している。
- 正門付近に位置する「マルベリーホール」が大学の象徴である。
- スクールカラーは主に白色、紺、グリーンを用いており、本校舎の塗装等は白色を基調としている。
- 大学としての理念（スローガン）は「プルス・ウルトラ（さらに向こうへ）」である。
- 校歌は、栃木県足利市出身の売野雅勇作詞、芹澤廣明作曲であり、大学の象徴のひとつとされている。大学初代学長である上岡一嘉の建学の精神・教育理念に沿って作られたものである。
  - 白鷗大学校歌

## 教育および研究

### 組織

#### 学部
- 経営学部
  - 経営学科
    - 企業経営コース
    - メデイアコース
    - 経営情報コース
    - ビジネスコミュニケーションコース
- 法学部
  - 法律学科
    - 法務コース
    - 公共政策コース
    - 企業コース
- 教育学部
  - 発達科学科
    - 児童教育専攻
    - スポーツ健康専攻
    - 英語教育専攻
    - 心理学専攻

#### 大学院
- 経営学研究科（修士課程）
- 法学研究科（修士課程）

#### 附属機関
- 総合研究所
  - メディアセンター
  - ビジネス開発研究所
  - 法政策研究所
  - 教育科学研究所
  - 情報処理教育研究センター
  - 国際交流センター
  - 能力開発センター
- 白鷗大学総合図書館
  - 本館（本キャンパス）
  - 分館（大行寺キャンパス）
- 白鷗大学出版局

## 学生生活

### 学園祭
- 毎年10月に行われる白鷗祭（学園祭）は、アーティストが来ることで有名。

### クラブ・サークル
- 学生会
- 白鴎祭実行委員会

#### 文化会（部）
- ハンドベル部
- 軽音楽部（FSS）
- 白鴎大学ウインドオーケストラ部
- 白鴎管弦楽団
- 筝曲部
- 茶道部
- 演劇部
- 映像制作研究部（白鴎TV）
- とちぎ若者選挙推進部（TEP)

#### 文化会（同好会）
- 華道同好会
- 合唱同好会
- 文芸同好会
- マンガ・アニメーション同好会
- ボランティア同好会
- アカペラ同好会（SEO）
- 美術同好会（Atelier:キャンバス）
- 声優同好会
- 保育ボランティア同好会（かもめの会）
- 写真同好会（Zero Sum Club）
- 地域協力ボランティア同好会（UN-UNI）
- ジャズ研究同好会（JAZZKEN）
- テーブルトーク・ロールプレイングゲーム同好会（TRPG）

#### 体育会（部）
- 硬式野球部
- 男子バスケットボール部
- 女子バスケットボール部
- ラグビー部
- 陸上競技部（女子駅伝）
- サッカー部
- 女子バレーボール部
- アメリカンフットボール部
- 軟式野球部
- 陸上競技部（一般競技）
- ハンドボール部
- 女子ソフトボール部（PHOENIX）
- 硬式テニス部
- ソフトテニス部
- 男子バドミントン部
- 女子バドミントン部
- 男子バレーボール部
- 少林寺拳法部
- 弓道部
- 柔道部
- 剣道部
- 卓球部
- 体操競技部
- 水泳部
- ダンス部
- よさこい部（新芸組 遊駆人）

#### 体育会（同窓会）
- ストリートダンス同好会（EXA)
- 男女混合バレーボール同好会（AMISTAD）
- チアリーディング同好会（FASCINATING）
- ローバースカウト同好会（白鴎ローバー）
- フラダンス同好会（Anela Pa'ani）

#### その他
- ピアサポート相談室
- 未来創造ネットワーク白鴎

## 大学関係者と組織

### 大学関係者一覧
「白鷗大学の人物一覧」を参照

## 施設

### キャンパス

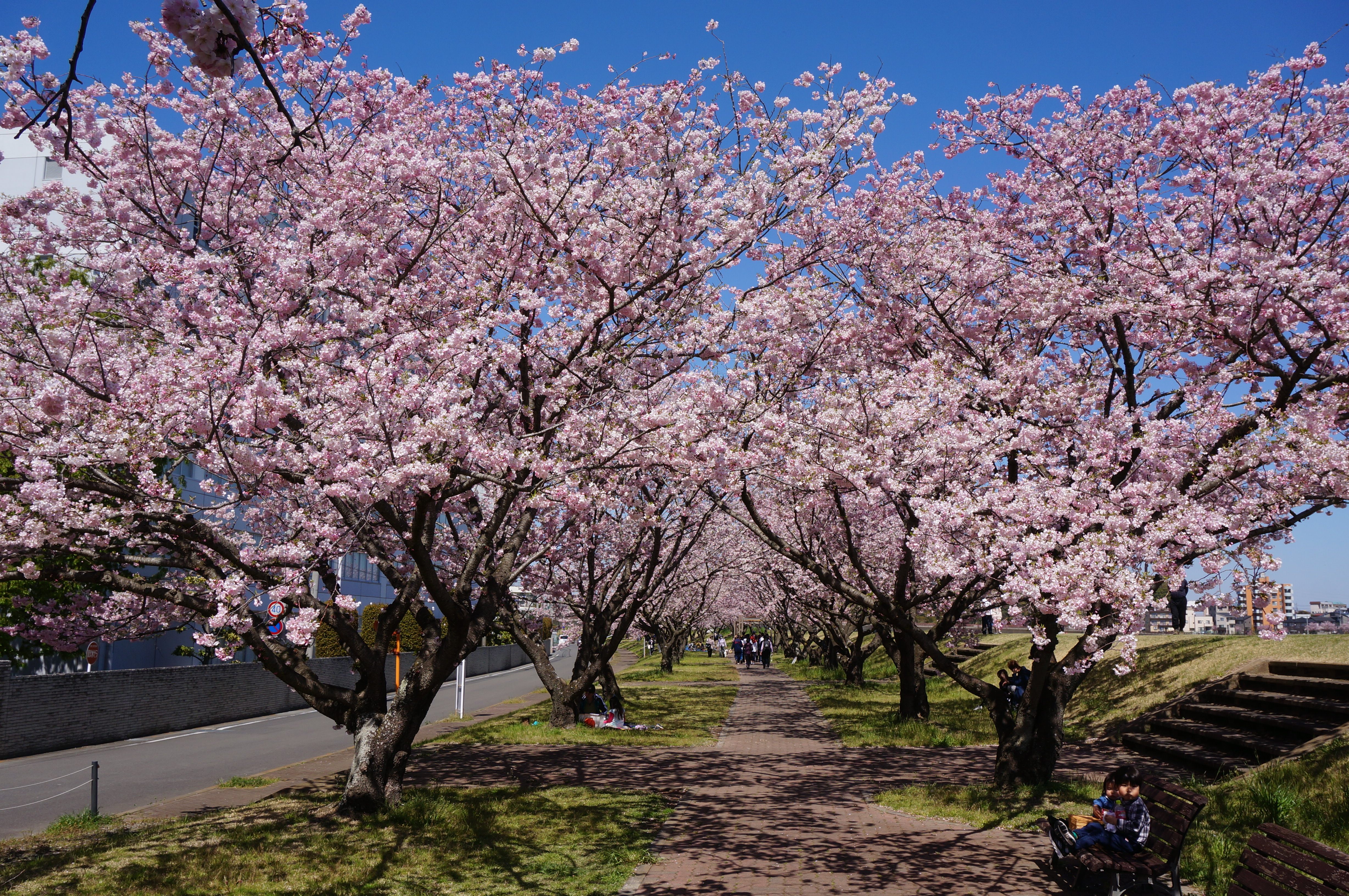
大行寺キャンパス裏手の思川堤防のオモイガワ

#### 本キャンパス
- 使用学部：経営学部・法学部
- 使用研究科：大学院経営学研究科・大学院法学研究科
- 交通アクセス：JR小山駅東口より徒歩1分

#### 大行寺キャンパス
- 使用学部：教育学部
- 交通アクセス：小山駅西口よりスクールバスで5分、または徒歩20分

大行寺キャンパス裏手の思川堤防にオモイガワの名所があり花見の季節に賑わう。

## 対外関係

### 国内・学術交流等協定校

#### 地方自治体との協定
- 小山市　包括連携協定（2007年3月23日）
- 結城市　包括連携協定（2016年3月16日）
- 栃木市　包括連携協定（2018年3月15日）

#### 高等学校・他大学との協定
- 上越教育大学　連携・協力に関する協定（2018年11月5日）
- 栃木県立栃木商業高等学校　高大連携協定（2018年6月22日）[1]
- 栃木県立小山城南高等学校　高大連携協定（2016年6月22日）
- 栃木県立小山南高等学校　高大連携協定（2016年6月22日）
- 栃木県立鹿沼高等学校　高大連携協定（2016年3月16日）

#### その他機関・企業・団体との協定
- 株式会社足利銀行　地方創生の推進に関する協定（2020年11月11日）

### 国際・学術交流等協定校
- 檀国大学（韓国・京畿道）
- タイ国立開発行政研究院（タイ・バンコク）
- タマサート大学（タイ・バンコク）
- 南台科技大学（台湾・台南）
- 銘傳大學（台湾・台北）
- 中国伝媒大学（中国・北京）
- 中国伝媒大学 南広学院（中国・南京）
- パリ大学東クレテイユ校（フランス・クレテイユ）
- サイモン・クズネッツ記念ハリコフ国立経済大学（ウクライナ・ハリコフ）
- ベルゲン大学（ノルウェー・ベルゲン）
- タコマコミュニティーカレッジ（アメリカ合衆国・ワシントン）
- ベルビュー カレッジ（アメリカ合衆国・ワシントン）
- IUPUI（アメリカ合衆国・インディアナ）
- トライン大学（アメリカ合衆国・インディアナ）
- カリフォルニア州立大学サンバーナディーノ校（アメリカ合衆国・カリフォルニア）
- ハワイ大学コミュニティーカレッジズ（アメリカ合衆国・ハワイ）
- ハワイ大学マノア校（アメリカ合衆国・ハワイ）
- ヴィクトリア大学（カナダ・ブリティッシュ・コロンビア州）
- サンパウロ州立大学パウリスタ総合大学（ブラジル・サンパウロ）

## 附属学校
- 白鷗大学足利高等学校
- 白鷗大学足利中学校
- 白鷗大学はくおう幼稚園

## その他の特記事項
- 東京都立白鷗高等学校とは文化祭（白鷗祭）や同窓会（鷗友会）の名称が同じであるものの、無関係である。
- 朝の学食を学校補助により低価格で提供している。
- テレビで有名な福岡政行のイメージを生かした広告戦略をとっているが、福岡はマスコミ出演に忙しく、週に一度（2コマ）しか授業をもたない。一般向けの心温塾（教養講座）は、その広告戦略の一環である。